# Виньяте
Виньяте (итал. Vignate) — коммуна в Италии, в провинции Милан области Ломбардия.
Население составляет 8237 человек (на 2004 г.), плотность населения составляет 981 чел./км². Занимает площадь 8 км². Почтовый индекс — 20060. Телефонный код — 02.
Покровителем населённого пункта считается святой Амвросий Медиоланский. Праздник ежегодно празднуется 7 декабря.

## Города-побратимы
- Жьер, Франция (1984)